# Тулник
Тулник је насељено место у саставу града Плетернице, у Славонији, Република Хрватска.

## Историја
До нове територијалне организације налазило се у саставу бивше велике општине Славонска Пожега.

## Становништво
Насеље је према попису становништва из 2011. године имало 22 становника.
| Националност       | 1991.     |
| Хрвати             | 50 (100%) |
| Срби               | 0         |
| Југословени        | 0         |
| остали и непознато | 0         |
| Укупно             | 50        |